# 辛德巴德的第八航次
《辛德巴德的第八航次》（波斯語：‎）（1964）是巴格拉姆拜拜的一場戲。

## 文本
文本由賈法爾·瓦利委託帕維斯·納特爾·哈拉里描繪辛巴德最後時間的短劇。